# Investidura presidencial de Barack Obama en 2009

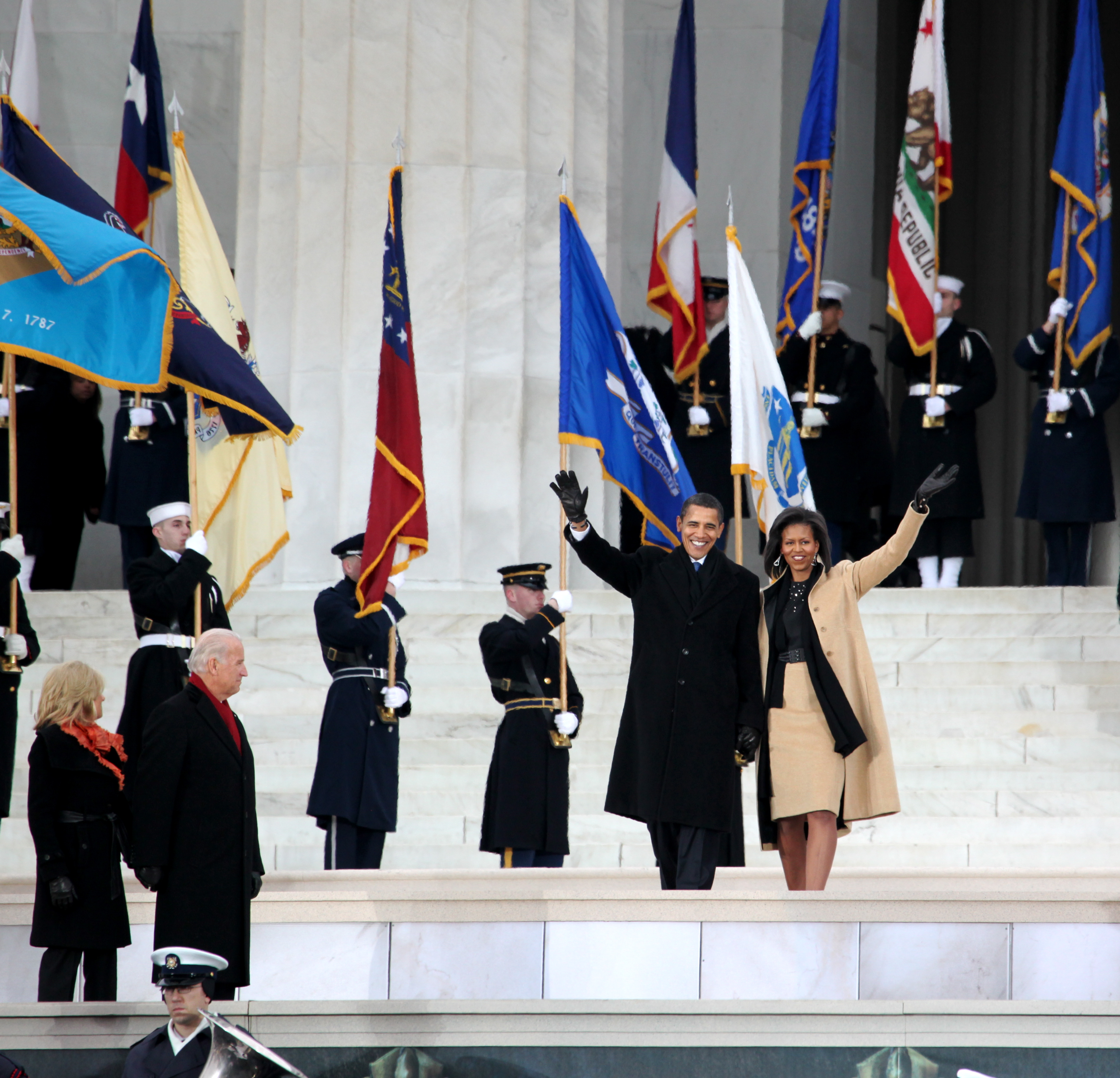
El presidente y la primera dama Michelle Obama durante el concierto Somos Uno, previo a la investidura presidencial.

La primera investidura presidencial o toma de posesión de Barack Obama de 2009 se celebró el 20 de enero de 2009, en virtud de las disposiciones de la Vigésima Enmienda a la Constitución de los Estados Unidos. La investidura marcó el comienzo del mandato de cuatro años de Barack Obama y Joe Biden como Presidente y Vicepresidente, respectivamente. La investidura se prevé para que atraiga a una multitud récord de entre 1,5 y 4 millones de personas. 
El tema de la toma de posesión fue el de "un nuevo nacimiento de la libertad", que conmemora el 200 aniversario del nacimiento de Abraham Lincoln.
Los eventos oficiales de la investidura comenzaron el 17 de enero con un viaje en tren desde Filadelfia, Pensilvania, y paradas en Wilmington, Delaware y Baltimore, Maryland, antes de continuar hacia Washington D. C. 
Los eventos fueron programados en Washington desde el 18 al 21 de enero de 2009.

## Detalles

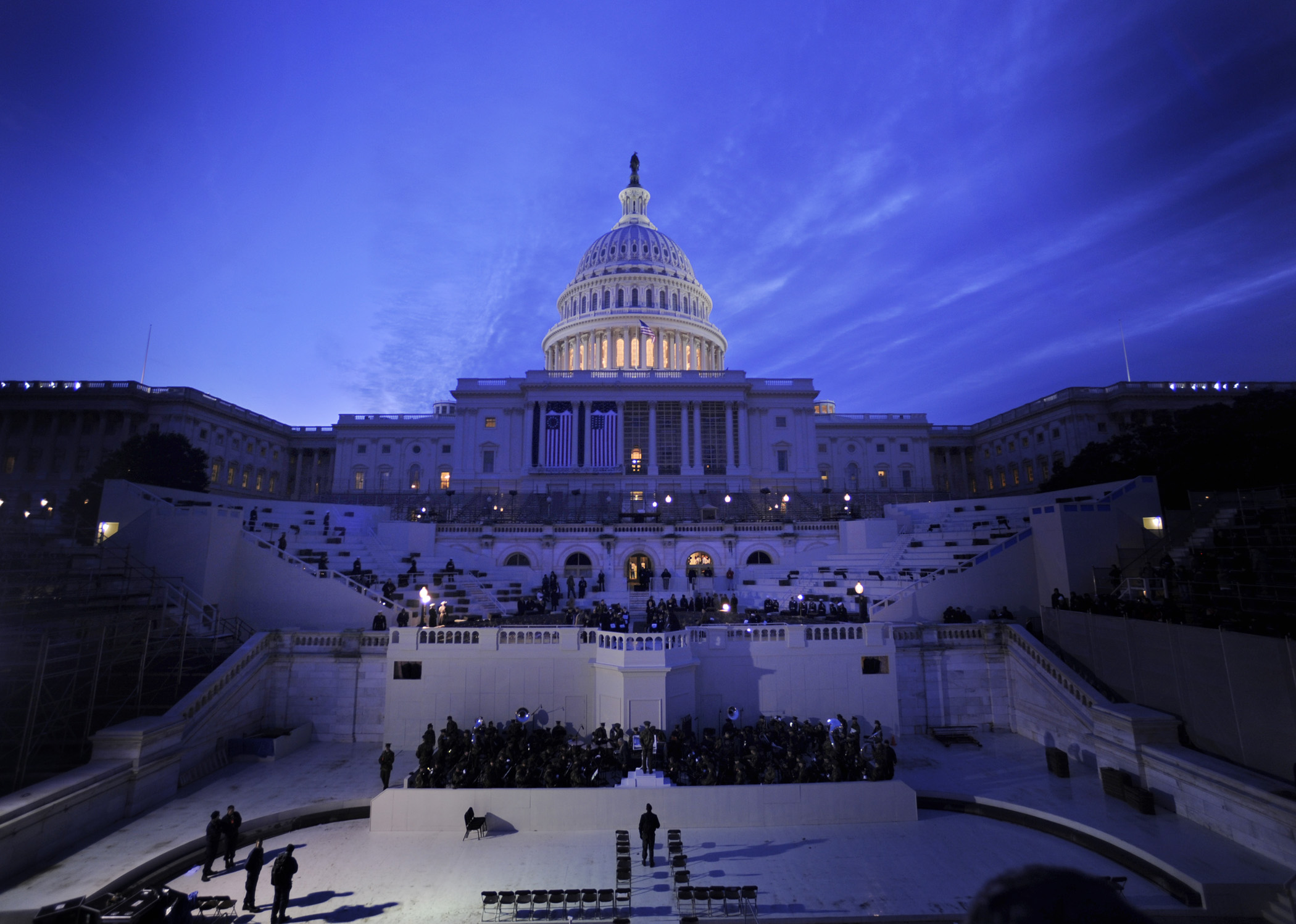
Preparativos en el Capitolio

### Viaje en tren

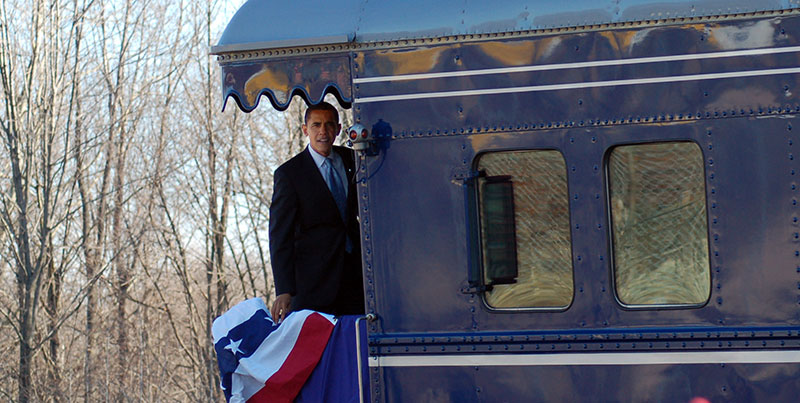
Obama en el Georgia 300.

El comienzo de las actividades de investidura es un homenaje a Abraham Lincoln, un expolítico de Illinois y el decimosexto presidente de los Estados Unidos. Lincoln viajó en tren desde Filadelfia a Washington D. C., en 1861. Lincoln se detuvo en 70 lugares a lo largo del camino para su toma de posesión, pero su gira se inició en Springfield, Illinois, el 11 de febrero de 1861, antes de arribar a Filadelfia el 21 de febrero.
Obama comenzó al hacer una asamblea en Filadelfia en la Estación de la Calle 30 a las 10.00 el 17 de enero. A las 11:30, Obama fue a Wilmington para recoger al vicepresidente electo Biden, que viajando en el Georgia 300, una vía férrea utilizada por los coches de los últimos presidentes. Después, fue a Baltimore para dirigirse a una multitud de alrededor de 40.000 personas. La Administración Federal de Aviación (FAA) impidió que aviones privados, helicópteros de noticieros, aerostatos y otros sobrevolasen cerca del espacio aéreo por encima del tren. Obama y la familia salió de estación de la Calle 30 a las 11.00 y llegó a Union Station a las 19.00.

### Investidura

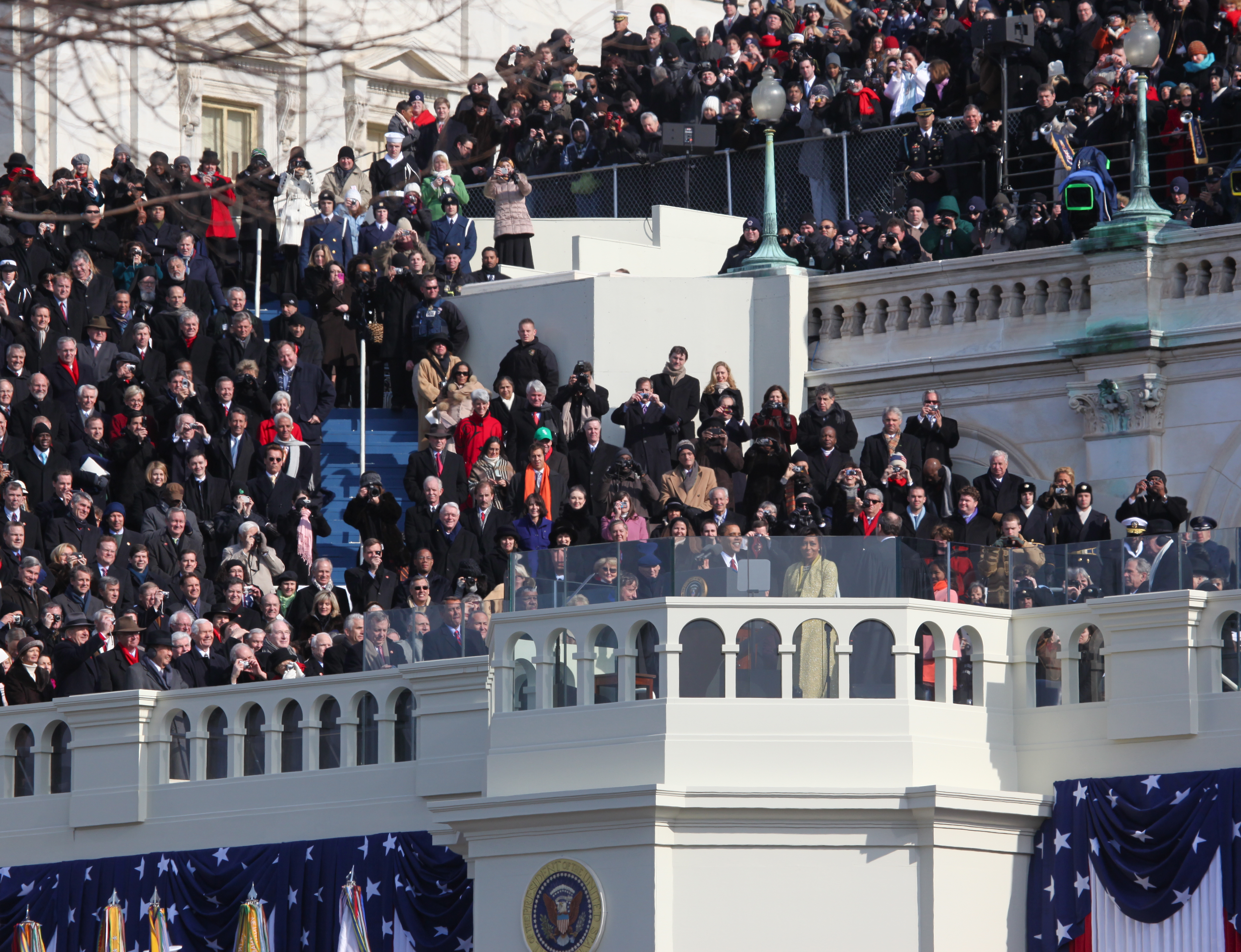
El Presidente Obama juramentando a las 12:06 en las escalinatas del National Mall.

El programa inaugural se inició el 20 de enero a las 10 EST, con el juramento del cargo y el discurso inaugural al mediodía en el frente oeste del Capitolio de los Estados Unidos. 
El área de observación del público fue el National Mall, aunque un tramo de la alameda entre las calles 3 y 4 NO fue reservada para los que compraron boletos. En la investidura del año 2009 se prevé que asistieron entre 1,5 a 2 millones de personas, estableciendo un récord. En la investidura de Lyndon Johnson en 1965 se impuso un récord con 1,2 millones de asistentes, después del asesinato de John F. Kennedy. En comparación, en la investidura de George W. Bush tan sólo asistieron 300,000 personas.

### Invitados
Entre los invitados se encontraron los actores Rosario Dawson, Tony Plana y Wilmer Valderrama, Jennifer López los cantantes Lila Downs, Marc Anthony, Paulina Rubio, Shakira, Alejandro Sanz y Tuskegee Airmen.

### Recaudación de fondos
A diferencia de las campañas políticas, no existen restricciones legales sobre el importe que se puede contribuir a una fiesta inaugural. En la investidura de 2005 numerosas empresas contribuyeron con hasta $ 250.000 a la segunda investidura de George W. Bush, que costaron $42,3 millones, mientras que la investidura de Obama se espera que cueste $40 millones del Comité de Investidura Presidencial de Obama 
y "cerca de $50 millones" de la ciudad. Mientras los costes aumentaron a más de 150 millones de dólares para el Distrito y los estados vecinos, como Maryland donde el costo es de más de $11 millones, y el presidente Bush tuvo que declarar el estado de emergencia.
El Comité de Investidura de Barack Obama (Penny Pritzker, John W. Rogers, Jr., Pat Ryan, William Daley y Julianna Smoot) puso un límite de contribución de $50,000 para subrayar su "compromiso con el cambio de negocios como se acostumbra en Washington." 
A partir del 6 de enero de 2009, el comité había recaudado más de $27 millones y por lo menos 378 personas dieron el máximo de $ 50.000, incluyendo George Soros, Halle Berry, Jamie Foxx, Sharon Stone, Samuel L. Jackson, Jeffrey Katzenberg, Ron Howard, George Lucas, Steven Spielberg, Robert Zemeckis y la hija de Jim Henson Lisa Henson. Aunque el comité no acepta donaciones de PAC, los grupos de presión registrados a nivel federal, o las empresas, 
ellos están aceptando donaciones de individuos con activos de interés general, como grupos de Google y Microsoft ejecutivos como Eric Schmidt y Steve Ballmer.

### Celebraciones
Obama compró su primer tuxedo en 15 años para la investidura. 
El tuxedo fue hecho por Hart Schaffner Marx, una firma de tuxedos para hombres de Chicago que usa la mano de obra del sindicato.
El número fiestas oficiales inaugurales durante la semana de investidura no se ha confirmado, 
pero los Obamas asistirán a diez fiestas oficiales inaugurales el 20 de enero.
Los Obama comenzarán el Día de Investidura la noche en el Centro de Convenciones de Washington como anfitriones de la "Fiesta Inaugural del Barrio", que comenzará la noche de celebraciones. 
La Fiesta del Barrio está prevista para que sea el principal evento de la noche. Muchas celebridades participarán. Obama también será anfitrión del "Comandante en Jefe de la Fiesta" en el Museo Nacional de la Construcción para los que recibirán el Corazón Púrpura, como las familias de los héroes caídos, y los cónyuges de los militares desplegados.
Durante las cuatro noches de celebración de la investidura, los bares del Distrito de Columbia se les autorizará permanecer abierto hasta las 5:00 , más tarde de lo habitual. Adicionalmente, se les permitirá a los restaurantes permanecer abiertos por veinticuatro horas al día por el período del cuarto día entero.
El Presidente del Comité Adjunto del Congreso en ceremonias inaugurales, la senadora Dianne Feinstein, y miembro del comité el senador Robert Foster Bennett estimaron que el original toque de queda de venta de licor hasta las 5 y 24 horas de servicio de alimentos sería una presión sobre los recursos de aplicación de la ley. El Consejo del Distrito de Columbia aprobó la ampliación de los toques de queda en la legislación de emergencia propuesta por la Asociación de Restaurantes de la zona metropolitana de Washington.

### Seguridad
La Fuerza Policial del Distrito de Columbia espera que se dupliquen a más de 8000 con agentes de policía de todo los Estados Unidos para seguridad adicional. 
Cinco mil soldados participarán en el desfile inaugural de la ceremonia. 1300 guardias desarmados de la Guardia Nacional ayudarán a la Policía a mantener el orden entre las multitudes en el National Mall. El resto llevará a cabo otras funciones de seguridad. La FAA tuvo restricciones del espacio aéreo sobre la ciudad de 10 a 18.
A pesar de que la jornada transcurrió sin incidentes, organizada en el marco de la mayor operación de seguridad de la historia de los Estados Unidos, el FBI y el Departamento de Seguridad Interior revelaron que en la madrugada del lunes 19 de enero un grupo terrorista somalí, a-Shabaab, había intentado introducir agentes en EE. UU. para tratar de interrumpir la investidura. Seguridad Interior, sin embargo, restó importancia a esta amenaza y dijo que se la analizó simplemente para tratar de preparar al país ante cualquier eventualidad.

## Programa
El programa de los líderes del Congreso incluye música de la vocalista Aretha Franklin, violonchelista Yo-Yo Ma, violinista Itzhak Perlman, pianista Gabriela Montero y clarinetista Anthony McGill. Algunas de las selecciones musicales fueron compuestas por John Williams. La Poeta Elizabeth Alexande hablará. Otros participantes incluyen la investidura de "The President's Own" (la Banda de Infantería de Marina de los Estados Unidos) y la Banda de la Marina de los Estados Unidos. The San Francisco Boys Chorus and the San Francisco Girls Chorus will also perform. El pastor evangélico Rick Warren está programado entregar la invocación, mientras que el activista de derechos civiles Joseph Lowery de la Iglesia Metodista Unida está previsto que diga la bendición de la ceremonia inaugural.
El vicepresidente electo Biden tendrá su primer juramento de la Juez Asociado John Paul Stevens, Obama tendrá después su Juramento del cargo de Presidente de los Estados Unidos del Presidente de la Corte Suprema John Roberts . Obama se juramentará sobre la Biblia utilizada por Abraham Lincoln en su primera investidura en 1861, y utilizará la frase "para que me ayude Dios" al final del juramento. El juramento será seguido por salva de 21 cañonazos para el nuevo Presidente de los miembros de las fuerzas armadas, así como el primer juego de cuatro redoble de tambores y el saludo al presidente. " Obama pronunciará su discurso inaugural como el Presidente de los Estados Unidos de América tras su juramento en la ceremonia.

### Programación

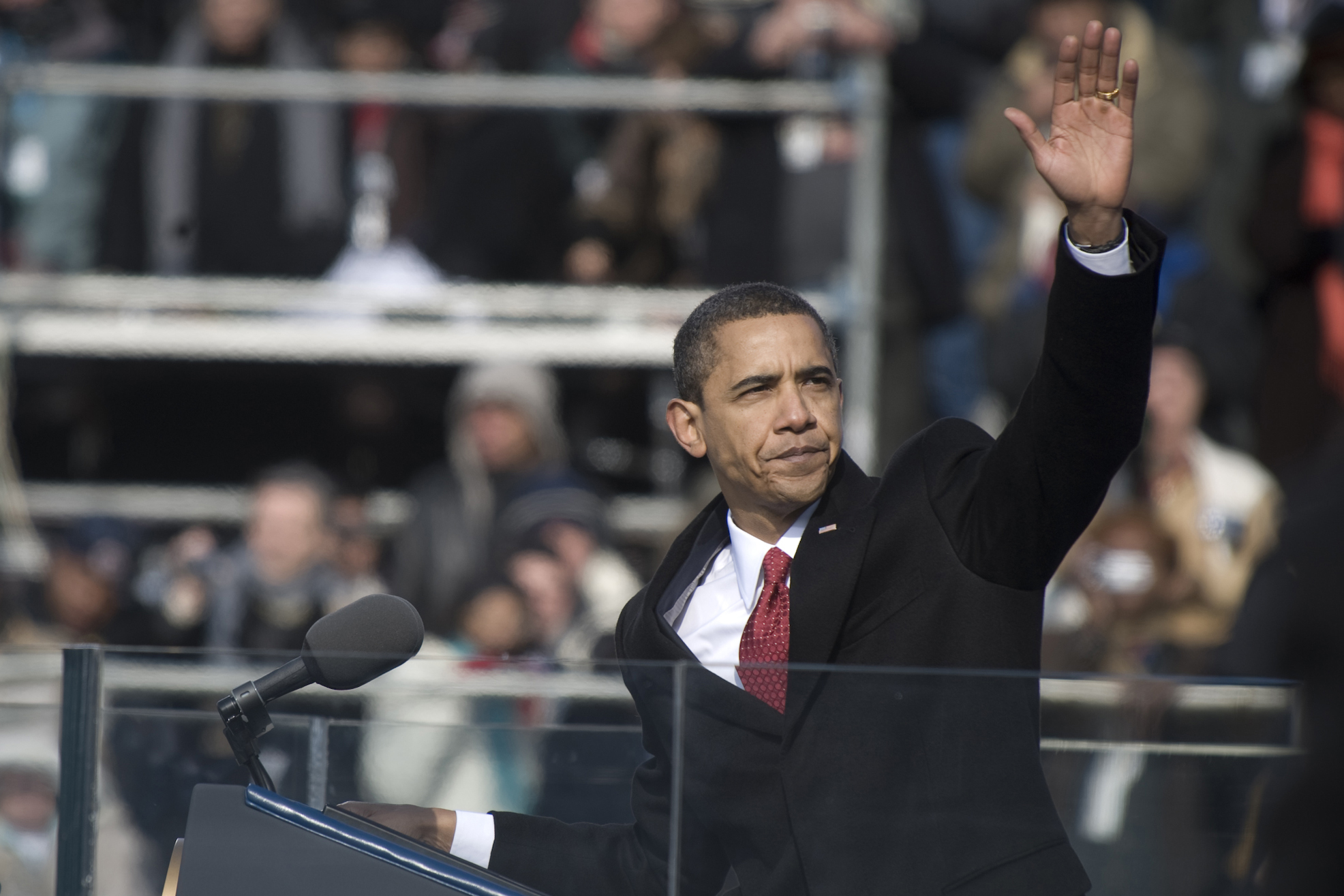
El Presidente tras dar su primer discurso presidencial.

- Las puertas de la ceremonia inaugural abrieron a las 8[33]
- La fiesta inaugural se programó para iniciar a las 10.00, hora del Oeste de los EE. UU. frente al Capitolio. Entre los que asistieron: Selecciones musicales de la Banda de Marina de los Estados Unidos, seguido por el coro de Niños y Niñas de San Francisco
- Senador Dianne Feinstein dijo las palabras de bienvenida.
- Invocación por el reverendo Rick Warren.
- Selección musical de Aretha Franklin.
- Biden fue juramentado en su cargo por el Juez de la Corte Suprema de Justicia John Paul Stevens.
- Selección de música de John Williams, compositor y arreglista con Itzhak Perlman (violín), Yo-Yo Ma (violonchelo), Gabriela Montero (piano) y Anthony McGill (clarinete).
- Obama tomó el juramento del cargo, con la biblia que usó el presidente Lincoln durante su discurso inaugural, administrado por el presidente de la Corte Suprema John Roberts. Previsto en torno al mediodía ET.
- Obama ofrece el discurso inaugural[39]
- Poema de Elizabeth Alexander.
- Bendición por el Rev. Joseph E. Lowery.
- El Himno Nacional por la Banda de Marina de los Estados Unidos "Chanters Mar".
- Presidente Obama acompaña al expresidente George W. Bush a una ceremonia de salida antes de asistir a un almuerzo en el Capitolio del Statuary Hall.
- El 56.ª Desfile inaugural hizo su recorrido desde la Avenida Pensilvania desde el Capitolio a la Casa Blanca.

## Desfile Presidencial

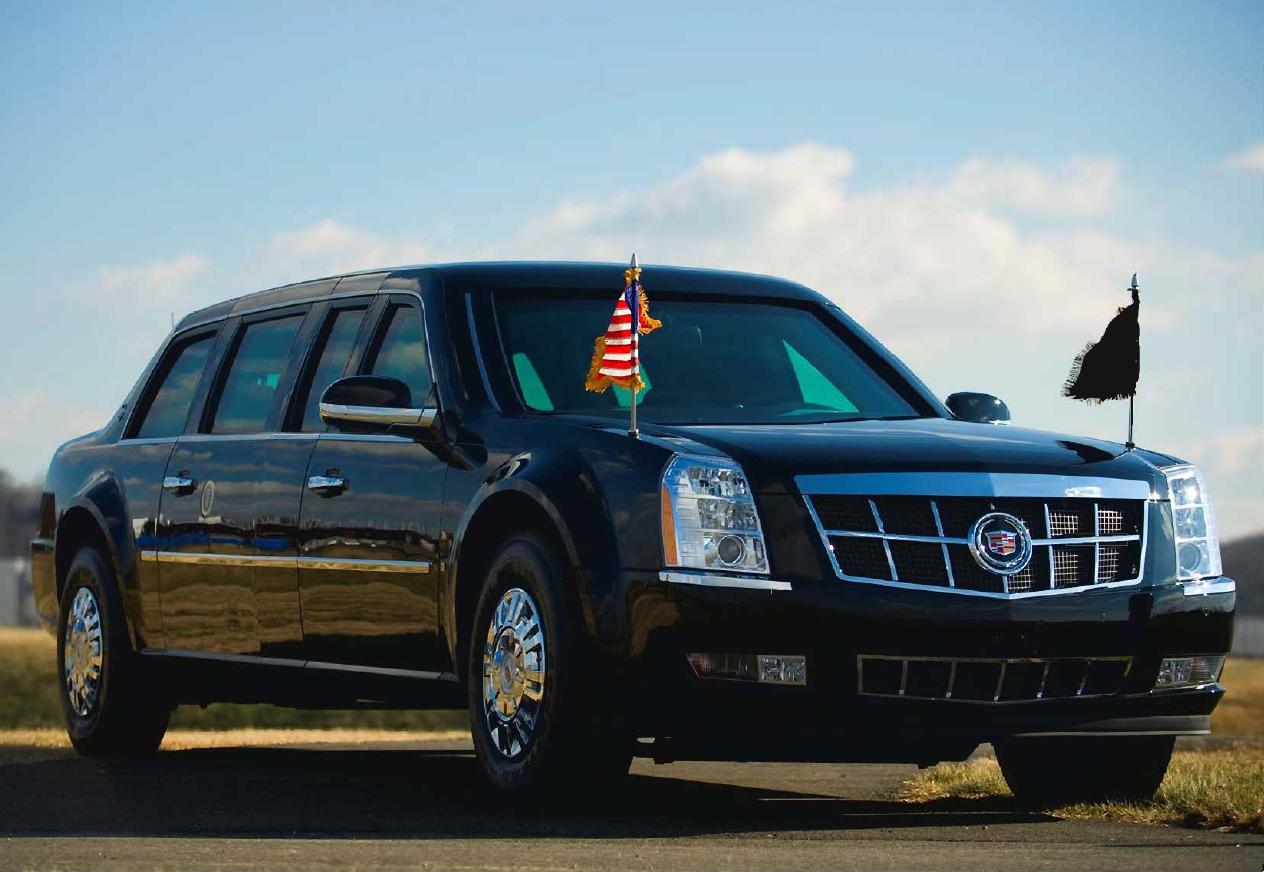
La Limusina Presidencial, un Cadillac 2009 estrenada durante el desfile.

El desfile inaugural viajó por la Avenida Pensilvania, en frente de la Casa Blanca. Debido a las amenazas que el presidente pudo enfrentar el 20 de enero, se preveía que Obama viajaría en caravana por la Avenida Pennsylvania; en la cual la tradición era que el presidente caminara en vez de ser llevado en automóvil. sin embargo, en un tramo del recorrido, la pareja presidencial se bajó de la limusina que los transportaba, y caminaron saludando a los miles y miles de manifestantes que atestaban las calles hasta llegar a la Casa de Gobierno.
Al menos dos millones de personas se agolparon en el National Mall frente al Capitolio para poder presenciar el recorrido oficial del nuevo presidente. Frente a la Casa Blanca, una vez que Obama ingresó, se realizó un desfile frente al edificio histórico, donde participaron alrededor de 15.000 personas, entre bandas musicales, carrozas y fuerzas de seguridad. Se prorrogó por más de dos horas por la tarde después de la investidura. En el desfile estuvieron 15.000 personas, 240 caballos, decenas de bandas de música, dos cuerpos de corneta y tambor, y una banda de mariachis de Española, Nuevo México. Obama invitó al nueve veces Campeón Mundial de Drum Corps International (DCI) The Cadets Drum and Bugle Corps, al ocho veces finalista Colts Drum and Bugle Corps de Dubuque, Iowa, y al Cuerpo de Cadetes VMI, al igual que bandas de marchas de escuelas secundarias de Punahou School, su escuela secundaria en Hawái para participar en el desfile inaugural. Durante parte del desfile, Obama viajará en una nueva limusina blindada.

## Transmisión por Internet
Una serie de organizaciones de noticias y vídeo en línea, y empresas de radiodifusión transmitieron en vivo por Internet la Investidura. Se prevé que más de 200 millones de espectadores alrededor del mundo vieron en vivo por Internet la investidura presidencial. El evento también se pudo ver en los iPhone 3G y a través de varias aplicaciones de transmisión en vivo en los iPhones.

## Reacciones alrededor del mundo
Millones de personas vieron en vivo la toma de posesión de Obama, en distintas cadenas de televisión al igual que transmisiones en vivo por Internet. En todo el mundo, la gente se reunió el martes para sumarse a los festejos por la juramentación de Barack Obama como si fuera su propio presidente. También los líderes de todo el mundo desearon éxito al 44.º presidente de Estados Unidos y le ofrecieron su cooperación para afrontar los grandes desafíos internacionales.
- Kenia: Más de 2 mil kenianos y turistas extranjeros se reunieron el 20 de enero en ambiente festivo en Kogelo, la aldea en la que nació el difunto padre de Barack Obama, para celebrar la investidura del 44.º presidente de Estados Unidos.[45]
- Indonesia: Muchos vendedores callejeros cocinaron arroz frito al "estilo Obama" y los niños de una escuela elemental local donde estudió Obama cantaron el himno nacional de Estados Unidos.[45]
- Japón: En la localidad Obama, se erigieron escenarios fuera de un templo budista local para un evento titulado "Obama para Obama", que incluyó bailarines de la danza hawaiana de hula.[46]
- Irak: Los ciudadanos expresaron una posición mixta con respecto a la toma de posesión de Obama y algunos dijeron que esto representaba una nueva página en la historia de Estados Unidos, pero pusieron en duda la nueva postura del país hacia Irak.[46]
- Chile: La Presidenta Michelle Bachelet, expresó en un mensaje sus "mejores deseos" para que el mandatario tenga una gestión con éxito.[46]
- Santa Sede: Desde la Ciudad del Vaticano, el Papa Benedicto XVI pidió en un telegrama enviado a Obama que "promueva la comprensión, la cooperación y la paz entre las naciones".[46]
- México: El Gobierno manifestó que prevé, con un "optimismo realista", que las relaciones con la Administración del presidente Obama serán fructíferas y estrechas.[47]
- Israel: El Presidente, Shimón Peres, felicitó a Barack Obama con motivo de su investidura y dijo que este fue "votado por Estados Unidos, pero elegido por la toda la humanidad". "Hoy es un gran día, no sólo para los Estados Unidos de América, sino para todo el mundo", afirmó Peres en un comunicado.[47]
- Francia: El Presidente, Nicolas Sarkozy, declaró que estaba "deseando" que el nuevo presidente estadounidense comience a trabajar para "cambiar el mundo con él".[47]
- Reino Unido: El primer ministro, Gordon Brown, adelantó a sus ministros que enviaría una carta de felicitación a Obama para comunicarle que el Reino Unido quiere trabajar con él en muchos de los "desafíos internacionales", como el proceso de paz en Oriente Medio, la crisis económica y Afganistán, según un portavoz. Y en Londres se hicieron varias celebraciones, como la gran fiesta con famosos y políticos organizada por Operation Black Vote, promotora del voto entre la población negra.[47]
- Alemania: La Canciller, Angela Merkel, expresó su convicción de que Obama abriría una nueva era de cooperación internacional, y se vería marcada por el diálogo y el fin del unilateralismo.[48]
- China: El portavoz del Ministerio de Defensa Hu Chagming dijo "en esta nueva era, esperamos que China y Estados Unidos se esfuercen de forma conjunta para promover la mejora constante y el desarrollo de los vínculos militares entre ambos países".[48]
- Cuba: Raúl Castro le deseó suerte y que era un buen hombre, diciendo "Parece un buen hombre, le deseo suerte", reiteró que estaba dispuesto a dialogar con Obama sin intermediarios y en igualdad.[49][50]

## Uso de “Hussein”
“Creo que la tradición es que utilizan los tres nombres, y voy a seguir la tradición, no tratando de hacer una declaración de una manera u otra.”
Barack Hussein Obama

Obama decidió seguir con la tradición de la utilización de su nombre completo, incluyendo su segundo nombre Hussein, independientemente de su uso pasado y presente por parte de sus detractores, como un esfuerzo sesgado por asociarlo con el derrocado dictador iraquí Saddam Hussein. Esto parece haber capturado la atención del Comité Conjunto del Congreso en ceremonias inaugurales. Según el anuncio de su programa, la programación dice, "Juramento de la Oficina de la Administración del Presidente electo Barack H. Obama." El programa también establece que el discurso inaugural estará a cargo del "Presidente de los Estados Unidos, el Honorable Barack H. Obama." La decisión de utilizar su segundo nombre es parte de un esfuerzo para "reiniciar la imagen de los Estados Unidos en todo el mundo", según Obama.

### Discursos
- Prepared remarks in Philadelphia
- Prepared remarks in Baltimore
- Discurso de Investidura del Presidente Barack Obama en Español

- Datos: Q25094
- Multimedia: Barack Obama 2009 presidential inauguration / Q25094